# Подлесье-Каменецкое
Подле́сье-Камене́цкое (бел. Падлессе Камянецкае) — деревня в Брестском районе Брестской области Белоруссии, в 19 км к юго-востоку от центра Бреста и в 5 км по автодорогам к югу от Мухавца. Входит в состав Мухавецкого сельсовета.

## История
В XIX веке деревня входила в состав имения Каменица-Бискупская в Брестском уезде Гродненской губернии, принадлежавшего графине Краснинской. В 1870 году деревня являлась центром сельского общества. В 1886 году — 30 дворов, церковно-приходская школа, корчма. В 1905 году — деревня Каменицко-Жировецкой волости Брестского уезда.
После Рижского мирного договора 1921 года — в составе гмины Каменица-Жировецкая Брестского повята Полесского воеводства Польши.
С 1939 года — в составе БССР, в 1940 году — 150 дворов. Во время Великой Отечественной войны деревня была разрушена немцами, затем восстановлена. В январе 1949 года организован первый колхоз, объединивший 37 хозяйств.

## Инфраструктура
Есть магазин, кладбище, а также могила жертв фашизма. Имеется остановочный пункт Каменная железнодорожной линии Брест — Ковель.

## Население
На 1 января 2018 года насчитывалось 107 жителей в 49 домохозяйствах, из них 9 младше трудоспособного возраста, 63 — в трудоспособном возрасте и 35 — старше трудоспособного возраста.